# Vinius freemani
Vinius freemani is een vlinder uit de familie van de dikkopjes (Hesperiidae). De wetenschappelijke naam van de soort is voor het eerst geldig gepubliceerd in 1970 door Miller. Deze naam wordt wel beschouwd als een synoniem van Vinpeius tinga (Evans, 1955).